# Llanbadarn Fawr
Llanbadarn Fawr es una localidad situada en el condado de Ceredigion, en Gales (Reino Unido), con una población estimada en 2019 de 664 habitantes
Se encuentra ubicada al oeste de Gales, a poca distancia de la costa de la bahía de Cardigan, mar de Irlanda.